# Jean-Baptiste Brunet (général)
Pour les articles homonymes, voir Brunet et Jean-Baptiste Brunet.
Jean-Baptiste Brunet, né le 7 juillet 1763 à Reims (Marne) et décédé  à Vitry-sur-Seine (Seine actuellement Val-de-Marne) le 21 septembre 1824, est un général de la Révolution française et du Premier Empire.

## Biographie
Fils du général Jean-Baptiste Brunet, Jean-Baptiste Brunet se distingua à la bataille de Fleurus, à la tête de la 25e demi-brigade d'infanterie légère. Il servit longtemps sous les ordres du Duc de Dantzig, à l'armée de Sambre-et-Meuse ou il fut nommé général de brigade puis à l’armée du Rhin et dans les campagnes d’Italie.
Il fit partie de l'expédition de Saint-Domingue, en 1801, et obtint le commandement de l'avant-garde du général Rochambeau. En 1802, il s'empare des forts de l'Anse, de la Liberté et de la Hougue. C'est dans sa division et sur son ordre, que fut arrêté Toussaint Louverture qui servait sous ses ordres. Commandant de la place du Môle, il y fut attaqué le 18 novembre, et laissa pénétrer jusqu'au portes les Noirs, dont il fit alors un horrible carnage. Il eut ensuite le commandement de la partie Sud et de l'Ouest d'Haïti après la mort du général Watrin et de celui des Cayes-Saint-Louis après le départ du général Desbarreaux.
Il est fait prisonnier par les Anglais au retour de la seconde[Laquelle ?] expédition de Saint-Domingue et ne recouvra sa liberté qu’en 1814. En 1815, il commandait dans l'armée sous les murs de Paris.